# Cyklodiatermia
Cyklodiatermia — okulistyczny zabieg operacyjny polegający na działaniu prądem na ciało rzęskowe w celu anemizacji jego naczyń krwionośnych, aby zmniejszyć produkcję cieczy wodnistej. Jest stosowany w leczeniu jaskry.